# Top of the Pops
Top of the Pops, també conegut com a TOTP, és un programa musical de televisió d'origen britànic i que s'emet des de fa molt de temps, fet i emès per la BBC. S'emetia originalment cada setmana, principalment a la BBC One, des de l'1 de gener de 1964 fins al 30 de juliol de 2006.
Cada programa consistia en actuacions d'alguns dels discos de música pop més venuts durant la setmana, generalment excloent qualsevol dada de música que aparegués de nou a la llista, incorporant un resum de la llista de senzills d'aquella setmana. El nom original del programa era Top 20, tot i que va variar al llarg de la seva història. Com a Top 30 es va utilitzar des del 1969, i a partir del 1984 es va conèixer com a Top 40.
"I Only Want to Be with You" de Dusty Springfield va ser la primera cançó presentada a TOTP, mentre que els Rolling Stones van ser la primera banda a actuar, amb "I Wanna Be Your Man". Snow Patrol va ser l'últim grup a tocar en directe al programa setmanal, tot i interpretant el seu senzill "Chasing Cars". Status Quo va fer més aparicions que qualsevol altre artista, amb un total de 87 (la primera va ser amb "Pictures of Matchstick Men" el 1968 i l'última amb "The Party Ain't Over Yet" el 2005).
El Dia de Nadal es van emetre edicions especials amb alguns dels senzills més venuts de l'any i el número u de Nadal. Encara que l'espectacle setmanal es va cancel·lar el 2006, l'especial de Nadal va continuar anualment. També s'han emès edicions de cap d'any a la BBC1, encara que en gran part inclouen els mateixos programes i cançons que es programen per Nadal. Amb un canvi de format, els especials festius no van tornar el 2022 i van ser substituïts per un programa d'antologia de final d'any a BBC Two. No obstant, el projecte va sobreviure amb el nom Top of the Pops 2, el qual va començar el 1994 i inclou actuacions vintage dels arxius de Top of the Pops. Tot i que TOTP2 va deixar de produir nous episodis des del 2017, encara es mostren algunes repeticions d'episodis anteriors